# Klein Constantia
Klein Constantia was een Tsjechische continentale wielerploeg. Het was een opleidingsteam verbonden aan Worldtour team Etixx-Quick-Step. De ploeg is in 2013 door Zdenek Bakala opgericht, de opzet van het team is om jonge talentvolle rijders een kans te geven zich bij hun eerste profjaren te laten ontwikkelen, en ze later door te sturen naar andere professionele teams.
Het team startte vooral in kleine wedstrijden van de UCI Europe Tour, zowel in eendagswedstrijden: Ster van Zwolle en Antwerpse Havenpijl, alsook in meerdaagse rittenkoersen: Ronde van Normandië, Circuit des Ardennes, Ronde van Bretagne, Ronde van Slowakije, Ronde van Tsjechië en Ronde van de Elzas. Maar soms startte het team ook in grotere wedstrijden als Ronde van Keulen, Grote Prijs van Wallonië en in grotere meerdaagse als Ruta del Sol en Ronde van Poitou-Charentes.
Sinds de oprichting van het team zijn onder anderen Petr Vakoč, Julian Alaphilippe en Łukasz Wiśniowski rechtstreeks naar de World-Tour doorgestroomd. Later deed ook Erik Baška hen dat na.
Na het seizoen 2016 hield de ploeg op te bestaan.

## 2016

### Renners
| Naam                     | Geboortedatum | Nationaliteit | Ploeg 2015             | Ploeg 2017              |
| ------------------------ | ------------- | ------------- | ---------------------- | ----------------------- |
| Nuno Bico                | 03-07-1994    | Portugal      | Rádio Popular-Boavista | Movistar Team           |
| Jonas Bokeloh            | 16-03-1996    | Duitsland     | SEG Racing             | An Post-Chainreaction   |
| Rémi Cavagna             | 10-08-1995    | Frankrijk     | Neo                    | Quick-Step              |
| Ivan Garcia Cortina      | 20-11-1995    | Spanje        |                        | Bahrain-Merida          |
| Przemysław Kasperkiewicz | 01-03-1994    | Polen         | Bauknecht-Author       | An Post-Chainreaction   |
| Roman Lehký              | 30-06-1996    | Tsjechië      |                        | ?                       |
| Enric Mas                | 07-01-1995    | Spanje        | Neo                    | Quick-Step              |
| Kenny Molly              | 24-12-1996    | België        |                        | Color Code-Arden'Beef   |
| Jhonatan Narvaez         | 04-03-1997    | Ecuador       | Neo                    | Axeon Hagens Berman     |
| Maximilian Schachmann    | 09-01-1994    | Duitsland     |                        | Quick-Step              |
| Michal Schlegel          | 31-05-1995    | Tsjechië      |                        | CCC Sprandi Polkowice   |
| Hamish Schreurs          | 23-01-1994    | Nieuw-Zeeland | ?                      | Israel Cycling Academy  |
| František Sisr           | 17-03-1993    | Tsjechië      | ASC Dukla Praha        | CCC Sprandi Polkowice   |
| Stagiairs                |               |               |                        |                         |
| Jérémy Lecroq            | 07-04-1995    | Frankrijk     | Neo                    | Roubaix Lille Métropole |

### Overwinningen in de UCI Europe Tour
| Datum | Wedstrijd                                      | Cat. | Winnaar               |
| ----- | ---------------------------------------------- | ---- | --------------------- |
| 02-03 | Trofej Umag                                    | 1.2  | Jonas Bokeloh         |
| 17-03 | 2e etappe Volta ao Alentejo                    | 2.2  | Enric Mas             |
| 20-03 | 5e etappe Volta ao Alentejo                    | 2.2  | Rémi Cavagna          |
| 20-03 | Eindklassement Volta ao Alentejo               | 2.2  | Enric Mas             |
| 08-04 | 1e etappe Circuit des Ardennes                 | 2.2  | Rémi Cavagna          |
| 25-04 | 1e etappe Ronde van Bretagne                   | 2.2  | František Sisr        |
| 29-04 | proloog Carpathian Couriers Race               | 2.2U | Hamish Schreurs       |
| 02-05 | 3e etappe Carpathian Couriers Race             | 2.2U | Hamish Schreurs       |
| 03-05 | Eindklassement Carpathian Couriers Race        | 2.2U | Hamish Schreurs       |
| 15-05 | 3e etappe A Ronde van Berlijn                  | 2.2U | Rémi Cavagna          |
| 16-05 | Eindklassement Ronde van Berlijn               | 2.2U | Rémi Cavagna          |
| 22-05 | 3e etappe Paris-Arras Tour                     | 2.2  | Rémi Cavagna          |
| 19-06 | Eindklassement Ronde van Savoie                | 2.2  | Enric Mas             |
| 30-06 | 3e etappe Koers van de Olympische Solidariteit | 2.2U | Rémi Cavagna          |
| 01-07 | 4e etappe Koers van de Olympische Solidariteit | 2.2U | Ivan Garcia Cortina   |
| 15-07 | 3e etappe Ronde van de Aostavallei             | 2.2U | Maximilian Schachmann |
| 30-07 | 3e etappe Ronde van de Elzas                   | 2.2  | Maximilian Schachmann |
| 31-07 | Eindklassement Ronde van de Elzas              | 2.2  | Maximilian Schachmann |
| 09-09 | 1e etappe Ronde van Oost-Bohemen               | 2.2  | František Sisr        |

## 2015

### Renners
| Naam                     | Geboortedatum | Nationaliteit | Ploeg 2014                     | Ploeg 2016          |
| ------------------------ | ------------- | ------------- | ------------------------------ | ------------------- |
| Erik Baška               | 12-01-1994    | Slowakije     | Dukla Trenčín Trek             | Tinkoff             |
| Matěj Bechyně            | 24-07-1996    | Tsjechië      | Neo                            | ?                   |
| Rayane Bouhanni          | 24-02-1996    | Frankrijk     | Neo                            | Cofidis             |
| Jan Brockhoff            | 03-12-1994    | Duitsland     | Giant-Shimano Development Team | Leopard Pro Cycling |
| Álvaro Cuadros           | 12-04-1995    | Spanje        |                                | ?                   |
| Ivan Garcia Cortina      | 20-11-1995    | Spanje        | Neo                            | NVT                 |
| Alexis Guerin            | 06-02-1992    | Frankrijk     |                                | ?                   |
| Przemysław Kasperkiewicz | 01-03-1994    | Polen         | Bauknecht-Author               | NVT                 |
| Roman Lehký              | 30-06-1996    | Tsjechië      | Neo                            | NVT                 |
| Jakub Novak              | 30-12-1990    | Tsjechië      | BMC Development Team           | ?                   |
| Maximilian Schachmann    | 09-01-1994    | Duitsland     | Giant-Shimano Development Team | NVT                 |
| Michal Schlegel          | 31-05-1995    | Tsjechië      | Neo                            | NVT                 |
| Stagiairs                |               |               |                                |                     |
| Kenny Molly              | 24-12-1996    | België        | Neo                            | NVT                 |

### Overwinningen in de UCI Europe Tour
| Datum | Wedstrijd                                | Cat. | Winnaar       |
| ----- | ---------------------------------------- | ---- | ------------- |
| 28-04 | proloog Carpathian Couriers Race         | 2.2U | Jan Brockhoff |
| 02-05 | 4e etappe Carpathian Couriers Race       | 2.2U | Erik Baška    |
| 15-05 | 3e etappe Ronde van Berlijn              | 2.2U | Erik Baška    |
| 09-08 | Europees kampioenschap, wegwedstrijd U23 | CC   | Erik Baška    |
| 22-08 | Puchar Ministra Obrony Narodowej         | 1.2  | Erik Baška    |

## 2014

### Renners
| Naam              | Geboortedatum | Nationaliteit | Ploeg 2013                    | Ploeg 2015                  |
| ----------------- | ------------- | ------------- | ----------------------------- | --------------------------- |
| Álvaro Cuadros    | 12-04-1995    | Spanje        | Neo                           | NVT                         |
| Radovan Dolezel   | 22-02-1994    | Tsjechië      | AC Sparta Praha               | SKC Tufo Prostějov          |
| Paco Ghistelinck  | 21-03-1993    | België        | Neo                           | CCT p/b Champion System     |
| Alexis Guerin     | 06-06-1992    | Frankrijk     | Neo                           | NVT                         |
| Jan Hirt          | 21-01-1991    | Tsjechië      | Leopard-Trek Continental Team | CCC Sprandi Polkowice       |
| Karel Hnik        | 09-08-1991    | Tsjechië      |                               | Cult Energy Pro Cycling     |
| Daniel Hoelgaard  | 01-07-1993    | Noorwegen     |                               | Team Joker                  |
| Markus Hoelgaard  | 04-10-1994    | Noorwegen     |                               | Team Coop-Øster Hus         |
| Tim Kerkhof       | 13-11-1993    | Nederland     | Neo                           | Roompot Oranje Peloton      |
| Josip Rumac       | 26-10-1994    | Kroatië       |                               | Adria Mobil                 |
| Samuel Spokes     | 16-04-1992    | Australië     |                               | Drapac Professional Cycling |
| Lukasz Wisniowski | 07-12-1991    | Polen         |                               | Etixx-Quick Step            |
| Stagiairs         |               |               |                               |                             |
| Nick Schultz      | 13-09-1994    | Australië     | Neo                           | ?                           |

### Overwinningen in de UCI Europe Tour
| Datum | Wedstrijd                           | Cat. | Winnaar           |
| ----- | ----------------------------------- | ---- | ----------------- |
| 16-03 | Kattekoers                          | 1.2  | Lukasz Wisniowski |
| 28-03 | 4e etappe Ronde van Normandië       | 2.2  | Lukasz Wisniowski |
| 29-03 | 4e etappe Ronde van Alentejo        | 2.2  | Karel Hnik        |
| 13-04 | Eindklassement Circuit des Ardennes | 2.2  | Lukasz Wisniowski |
| 29-04 | 5e etappe Ronde van Bretagne        | 2.2  | Daniel Hoelgaard  |
| 31-05 | 2e etappe Vredeskoers U23           | 2.2U | Samuel Spokes     |
| 01-06 | 3e etappe Vredeskoers U23           | 2.2U | Samuel Spokes     |
| 01-06 | Eindklassement Vredeskoers U23      | 2.2U | Samuel Spokes     |
| 13-06 | 2e etappe Ronde de l'Oise           | 2.2  | Daniel Hoelgaard  |
| 13-07 | 3e etappe Trofeo Joaquim Agostinho  | 2.2  | Karel Hnik        |
| 19-07 | 3e etappe Ronde van Tsjechië        | 2.2  | Jan Hirt          |
| 02-08 | 4e etappe Ronde van de Elzas        | 2.2  | Karel Hnik        |
| 03-08 | Eindklassement Ronde van de Elzas   | 2.2  | Karel Hnik        |
| 04-09 | 1e etappe Okolo Jižních Čech        | 2.2  | Daniel Hoelgaard  |
| 07-09 | 4e etappe Okolo Jižních Čech        | 2.2  | Daniel Hoelgaard  |

## 2013

### Renners
| Naam               | Geboortedatum | Nationaliteit | Ploeg 2012            | Ploeg 2014                    |
| ------------------ | ------------- | ------------- | --------------------- | ----------------------------- |
| Julian Alaphilippe | 11-06-1992    | Frankrijk     | Neo                   | Etixx-Quick Step              |
| Dieter Bouvry      | 31-07-1992    | België        | Neo                   | Roubaix Lille Métropole       |
| Karel Hnik         | 09-08-1991    | Tsjechië      | Sunweb-Revor          | NVT                           |
| Daniel Hoelgaard   | 01-07-1993    | Noorwegen     | Team Oster Hus-Ridley | NVT                           |
| Markus Hoelgaard   | 04-10-1994    | Noorwegen     | Neo                   | NVT                           |
| Tomáš Koudela      | 01-04-1992    | Tsjechië      | Neo                   | Gebrüder Weiss-Oberndorfer    |
| Patrick Konrad     | 13-10-1991    | Oostenrijk    | AC Sparta Praha       | Team Gourmetfein Simplon Wels |
| Florian Sénéchal   | 10-07-1993    | Frankrijk     | Neo                   | Cofidis                       |
| Samuel Spokes      | 16-04-1992    | Australië     | Neo                   | NVT                           |
| Petr Vakoč         | 11-07-1992    | Tsjechië      | Team Vorarlberg       | Etixx-Quick Step              |
| Louis Verhelst     | 28-08-1990    | België        | Neo                   | Cofidis                       |
| Lukasz Wisniowski  | 07-12-1991    | Polen         | Neo                   | NVT                           |
| Stagiairs          |               |               |                       |                               |
| Josip Rumac        | 26-10-1994    | Kroatië       | Neo                   | NVT                           |

### Overwinningen in de UCI Europe Tour
| Datum | Wedstrijd                          | Cat. | Winnaar            |
| ----- | ---------------------------------- | ---- | ------------------ |
| 30-03 | 1e etappe Boucle de l'Artois       | 2.2  | Louis Verhelst     |
| 05-04 | 1e etappe Circuit des Ardennes     | 2.2  | Louis Verhelst     |
| 25-04 | 1e etappe Ronde van Bretagne       | 2.2  | Louis Verhelst     |
| 28-04 | 4e etappe Ronde van Bretagne       | 2.2  | Julian Alaphilippe |
| 02-06 | Grand Prix Südkärnten              | 1.2  | Julian Alaphilippe |
| 08-06 | Eindklassement Ronde van Slowakije | 2.2  | Petr Vakoč         |
| 09-06 | 1e etappe Ronde van Thüringen      | 2.2U | Lukasz Wisniowski  |
| 11-06 | 3e etappe Ronde van Thüringen      | 2.2U | Julian Alaphilippe |
| 06-07 | 1e etappe Ronde van Madrid         | 2.2U | Petr Vakoč         |
| 07-07 | Eindklassement Ronde van Madrid    | 2.2U | Petr Vakoč         |
| 14-07 | 4e etappe Ronde van Tsjechië       | 2.2  | Petr Vakoč         |
| 10-08 | Memoriał Henryka Łasaka            | 1.2  | Florian Sénéchal   |
| 07-08 | GP Královehradeckého Kraje         | 1.2  | Petr Vakoč         |
| 06-09 | 2e etappe Okolo Jižních Čech       | 2.2  | Florian Sénéchal   |
| 08-09 | Eindklassement Okolo Jižních Čech  | 2.2  | Florian Sénéchal   |